# Aktion für eine unabhängige und neutrale Schweiz
Die Aktion für eine unabhängige und neutrale Schweiz (AUNS) (französisch Action pour une Suisse Indépendante et Neutre [ASIN], italienisch Azione per una Svizzera neutrale e indipendente [ASNI]) war eine politische Vereinigung, die am 19. Juni 1986 aus dem damaligen Aktionskomitee gegen den UNO-Beitritt als Verein im Sinne von Art. 60 ff. ZGB gegründet wurde. Zu den Gründungsmitgliedern gehörten alt Nationalrat Otto Fischer (FDP, BE), Nationalrat Christoph Blocher (SVP, ZH) und der Ständerat Max Affolter (FDP, SO). Am 2. April 2022 stimmte die grosse Mehrheit der Mitglieder einer Statutenänderung zu, welche eine Fusion mit zwei anderen Organisationen des gleichen Zwecks – «Nein zum schleichenden EU-Beitritt», «Unternehmer-Vereinigung gegen den EU-Beitritt» – möglich machte. Diese erfolgte am 15. Oktober 2022, die Nachfolgeorganisation heisst Pro Schweiz.

## Ziele
Die AUNS verfolgte das Ziel, die Unabhängigkeit, die Neutralität, direkte Demokratie und die Sicherheit der Schweiz zu wahren und zu fördern. Sie sprach sich insbesondere gegen jegliche Annäherung an die Europäische Union und die Teilnahme der Schweizer Armee an Einsätzen im Ausland aus. Sie setzte sich gegen einen Beitritt der Schweiz zur UNO, gegen die beiden bilateralen Vertragspakete der Schweiz mit der EU, die Ausdehnung der Personenfreizügigkeit auf die neuen EU-Mitgliedsstaaten von 2004 und 2009, den Beitrag der Schweiz zum EU-Kohäsionsfonds und gegen die Möglichkeit der Bewaffnung von Schweizer Soldaten während Einsätzen im Ausland im Auftrag der UNO ein.

## Organisation
Die Organisation zählte nach eigenen Angaben etwa 34'000 Mitglieder und 3000 Gönner. Das offizielle Presseorgan der AUNS erschien erstmals 1986 unter dem Namen «Grauer Brief», die Zeitschrift hiess seit September 2007 «AUNS Klartext» und wurde jährlich sechsmal publiziert.
Von 1986 bis 2003 wurde die AUNS vom SVP-Politiker Christoph Blocher präsidiert. Nach dessen Wahl in den Bundesrat führte SVP-Nationalrat Pirmin Schwander die Organisation zunächst interimistisch; dann von 2004 bis 2014 als Präsident. Nach Schwanders Rücktritt übernahm Lukas Reimann im April 2014 das Präsidium. Als Vizepräsidenten amtierten Jean-Dominique Cipolla und Luzi Stamm. Weitere Vorstandsmitglieder der AUNS waren unter anderem die SVP-Nationalräte Oskar Freysinger, Christoph Mörgeli und Thomas Fuchs. Geschäftsführer war Werner Gartenmann.
Zu den jährlichen Mitgliederversammlungen wurden häufig auch Gastredner aus dem Ausland eingeladen. Hierzu gehörten u. a. der Jurist und SPD-Politiker Klaus von Dohnanyi (2006) sowie der Hochschullehrer und pdv-Politiker Norbert Geng (2011) und Frauke Petry (2016, zu dem Zeitpunkt AfD).